# Aaltje Burg
Aaltje Maria Burg, bekend geworden als Aaltje Kubbinga-Burg, (Leeuwarden, 1 april 1876 - Laren (Noord-Holland), 28 juli 1949) was een Nederlands sopraan.
Ze was dochter van timmerman Daniel Christiaan Burg en Ynske Deinema. Zij is in 1908 getrouwd met de bas Hendrik Kubbinga.
Zij kreeg haar muziekopleiding aan het Conservatorium van Amsterdam van Cornélie van Zanten, die zij naar Berlijn volgde. Zij leerde tevens daar haar man kennen. Zij kreeg haar debuut in Leeuwarden op 7 november 1904. Zij trad zowel op als opera- als concertzangeres op in binnen – en buitenland. Later beperkte ze zich tot het geven van zanglessen onder meer aan de muziekschool in Laren. Haar stem is bewaard gebleven in een beperkt opnamen op Odeon en Aeolian Vocalion, waarvan de opname op Aeolian Vocalion samen met Jacoba Dhont.
Ze maakte onder meer deel uit van de Madrigaal Vereeniging van Sem Dresden en van de Nederlandsche Opera.
Het echtpaar vormde enige tijd samen met Jac. van Kempen en Jacoba Dresden-Dhont het Amsterdamsch Vocaal Kwartet. Zij was betrokken bij acht optredens van het Concertgebouworkest met dirigenten als Johan Schoonderbeek, Willem Mengelberg en Sem Dresden. Het echtpaar woonde kinderloos aan de Tafelbergweg in Laren.
- Gemeinsame Normdatei: 1066271852
- Virtual International Authority File: 313470950